# Faculdade de Letras da Universidade de Coimbra
A Faculdade de Letras da Universidade de Coimbra (FLUC) é uma das oito faculdades em que se divide a Universidade de Coimbra.

## História
A universidade foi fundada em 1 de Março de 1290, durante o reinado de D. Dinis, com o nome de Estudo Geral. Começou por funcionar em Lisboa antes de ser transferida para Coimbra, em 1308. Desde então, a universidade viria a ser transferida para a capital por duas vezes: a primeira vez em 1338, no reinado de D. Afonso IV, até ao ano de 1354, altura em que regressou a Coimbra; a segunda vez em 1377, durante o reinado de D. Fernando. Em 1537, por ordem de D. João III, a universidade passou definitivamente para a cidade de Coimbra.
No contexto do regime republicano, vieram importantes reformas no Ensino, de entre as quais se destaca a criação, em 1911, da Faculdade de Letras da Universidade de Coimbra (FLUC). Até então, apenas em Lisboa existia um Curso Superior de Letras, criado em 1859 por D. Pedro V. António Garcia de Vasconcelos (1860-1941) foi o primeiro director da Faculdade de Letras de Coimbra.
As instalações da Universidade de Coimbra sofreram profundas modificações durante o Estado Novo, quando a Alta de Coimbra foi restruturada e criada a nova cidade universitária, concebida pelo arquitecto Cottinelli Telmo, após a demolição de vários edifícios e ruas de valor histórico e artístico. A nova Faculdade de Letras, construída em 1945-1951, e respectiva envolvente escultórica constituem uma das expressões mais acabadas da arte de cunho totalitário do Estado Novo. A sua inauguração ocorreu a 22 de Novembro de 1951. A fachada situa-se ao nível do Paço da Porta Férrea, frente à Biblioteca Geral. O edifício consta de sete pisos, ficando o vestíbulo de honra, que é a entrada principal, situado no quarto piso, ao nível da Praça da Porta Férrea. A outra entrada abre-se na fachada posterior do edifício, frente ao Museu Machado de Castro, e permite comunicação directa e fácil com a Biblioteca Central instalada no segundo piso.
Na fachada do lado da Porta Férrea, encontram-se quatro estátuas do escultor Barata Feyo, que, para o observador colocado de frente para o edifício e da esquerda para a direita, representam a Eloquência, a Filosofia, a História e a Poesia. As cinco portas dessa fachada são em ferro forjado, com aplicações de bronze, cujos pequenos trinta motivos simbolizam temas clássicos relativos aos estudos ministrados na Faculdade. No vestíbulo de honra, encontram-se duas pinturas a fresco: à esquerda, a alegoria da Antiguidade Clássica, obra do pintor Joaquim Rebocho e, à direita, a alegoria da Glorificação do Génio Português, obra do pintor Severo Portela, medindo 40 metros quadrados cada uma. Muito recentemente, ambas foram restauradas e protegidas.
Além deste edifício, a Faculdade de Letras da Universidade de Coimbra ocupa, ainda, o Palácio de Sub-Ripas, edifício do século XVI, onde funciona o Instituto de Arqueologia, bem como alguns espaços do antigo Colégio de S. Jerónimo, onde se acha instalado o Instituto de Estudos Jornalísticos.
Das sucessivas reformas de que foi alvo, destacam-se duas, a de 1957 e a de 1978, pelo impacto que tiveram não só na organização curricular mas também na produção científica da Faculdade.

### Atualidade
A FLUC situa-se na área das Ciências Humanas, mas distingue-se das restantes faculdades desta área pela investigação e o ensino que têm caracterizado o saber humanístico: a linguagem, a historicidade, a ligação do homem à terra, o sentido humano do saber e a palavra do homem comunicante.
A FLUC estruturou-se numa multiplicidade de cursos de licenciatura e pós-graduação, que correspondem, por um lado, às necessidades de uma formação profissional sólida e, por outro, a um projecto de investigação científica, sua vocação natural.
A especificidade das áreas que a compõem e a abundância de informação bibliográfica que acolhe justificam a sua repartição em múltiplos Institutos.
A vitalidade científica, pedagógica e informativa da Faculdade espelha-se no elevado número de revistas científicas que publica. Igualmente significativa é a organização de colóquios, congressos, simpósios, seminários, conferências, debates, visitas de estudo, concertos e projecção de filmes.
A FLUC tem desenvolvido uma progressiva abertura às suas congéneres da Europa, através do Projecto ERASMUS/SÓCRATES. A nível internacional, são privilegiados os convénios, protocolos ou acordos com Universidades ou Faculdades da União Europeia e de países de expressão portuguesa ou de comunidades onde é relevante a imigração lusíada.